# 中原中也記念館
中原中也記念館（なかはらちゅうやきねんかん）とは山口市湯田温泉にある博物館（文学館）。

## 概要
山口市出身の詩人、中原中也の生家、中原医院の跡地に建てられており、中原中也の遺品、遺稿が展示されている。展示物は常設、常設テーマ、企画展示の三部構成になっており、常設テーマは1年、企画展示は2-3ヶ月のスパンで変更されている。
記念館では記念館開館時に制定された『中原中也賞』関連の事業や、『中原中也の会』のサポートなどを行っており、館報も随時、発行されている。
建物は公共建築百選に選定されている。
2021年日本建築家協会JIA25年賞。

## 施設
- 1階 - 常設展示室・中也記念室（書籍などの閲覧が可能）・映像展示
- 2階 - 企画展示室・ビデオ放映、CD試聴、資料検索室など

## 利用情報
- 開館時間

午前9:00～午後6:00（入館は5:30まで）（5月～10月）
午前9:00～午後5:00（入館は4:30まで）（11月～4月）
- 休館日

月曜（祝祭日の場合は翌日）・毎月最終火曜
年末年始（12月29日～1月3日）

## 交通アクセス
- 鉄道

JR山口線･湯田温泉駅より徒歩10分
- 車

中国自動車道小郡ICおよび山口ICより約7km、県道宮野大歳線沿い。
なお、近隣に無料駐車場が用意されている。

## 近隣施設
- おおすみ歴史美術館
- 湯田温泉